# Kitab Al-Awthan
Kitab Al-Awthan è il terzo album degli Al-Namrood.

## Tracce
1. Mirath Al Shar – 2:24
2. Min Trab Al Jahel – 6:47
3. Hayat Al Khlood – 6:52
4. Ashab Al Aika – 6:00
5. Al Quam, Hakem Al Huroob – 5:26
6. Kiram Al Mataia – 5:13
7. Ez Al Mulook – 6:14
8. Bani La'em – 5:18
9. Wa Ma Kan Lil Sufha Entisar – 3:02

## Formazione
- Mephisto - chitarra
- Ostron - batteria
- Mudamer - basso, chitarra, voce